# 岳劼恒
岳劼恒（1902年11月29日—1961年5月24日），男，陕西西安人。中国物理学家、教育家。西北大学教授，副校长。中国民主同盟中央委员。第二届全国人大代表、全国政协委员。

## 生平
1902年11月29日出生于陕西省长安县（今西安市）一个书香门第家庭。父亲岳少农主要从事教育工作。岳劼恒在1912年之前居住在草滩区，上过私塾。1912年至1917年跟随父母在北京和长安来回奔波。1918年就读于西安第三中学。
1928年毕业于北京大学物理系，后赴法国深造。1936年获法国巴黎大学国家理学博士学位。回国后在北平研究院物理研究所任研究员，同时任中法大学教授。一年后七七事变爆发，他辞去职务回到老家，先后担任西安临时大学、西北联合大学、西北大学教授。1949年中华人民共和国成立后，历任西北大学教授、教务长、副校长，陕西省物理学会理事长。
1961年5月24日在西安病逝。之后被中共陕西省委追认为中国共产党正式党员。

## 研究成果
岳劼恒在1920年代至1930年代在法国从事旋光学研究，发明氢氟酸浸蚀玻璃的旋光法，以及碱性溶液浸蚀铝及其合金的旋光研究法。这样可以快速测出玻璃对氢氟酸的抗蚀力和碱性溶液对铝及其合金的浸蚀程度。